# Maray
Maray é uma comuna francesa na região administrativa do Centro, no departamento Loir-et-Cher. Estende-se por uma área de 26,73 km². Em 2010 a comuna tinha 235 habitantes (densidade: 8,8 hab./km²).